# Héry-sur-Alby
Héry-sur-Alby és un municipi francès situat al departament de l'Alta Savoia i a la regió d'Alvèrnia-Roine-Alps. L'any 2007 tenia 885 habitants.

## Demografia

### Població
El 2007 la població de fet de Héry-sur-Alby era de 885 persones. Hi havia 295 famílies de les quals 40 eren unipersonals (24 homes vivint sols i 16 dones vivint soles), 82 parelles sense fills, 149 parelles amb fills i 24 famílies monoparentals amb fills.
La població ha evolucionat segons el següent gràfic:
Habitants censats

### Habitatges
El 2007 hi havia 374 habitatges, 307 eren l'habitatge principal de la família, 33 eren segones residències i 34 estaven desocupats. 334 eren cases i 38 eren apartaments. Dels 307 habitatges principals, 249 estaven ocupats pels seus propietaris, 51 estaven llogats i ocupats pels llogaters i 7 estaven cedits a títol gratuït; 1 tenia una cambra, 20 en tenien dues, 32 en tenien tres, 69 en tenien quatre i 186 en tenien cinc o més. 273 habitatges disposaven pel capbaix d'una plaça de pàrquing. A 87 habitatges hi havia un automòbil i a 206 n'hi havia dos o més.

### Piràmide de població
La piràmide de població per edats i sexe el 2009 era:
| Homes | Edats   | Dones |
| ----- | ------- | ----- |
| 0     | 95 o +  | 0     |
| 0     | 90 a 94 | 0     |
| 8     | 85 a 89 | 4     |
| 4     | 80 a 84 | 4     |
| 8     | 75 a 79 | 28    |
| 0     | 70 a 74 | 4     |
| 20    | 65 a 69 | 8     |
| 4     | 60 a 64 | 4     |
| 24    | 55 a 59 | 20    |
| 40    | 50 a 54 | 12    |
| 28    | 45 a 49 | 48    |
| 32    | 40 a 44 | 16    |
| 28    | 35 a 39 | 44    |
| 28    | 30 a 34 | 28    |
| 4     | 25 a 29 | 12    |
| 12    | 20 a 24 | 16    |
| 24    | 15 a 19 | 24    |
| 20    | 10 a 14 | 12    |
| 40    | 5 a 9   | 28    |
| 28    | 0 a 4   | 16    |

## Economia
El 2007 la població en edat de treballar era de 606 persones, 462 eren actives i 144 eren inactives. De les 462 persones actives 426 estaven ocupades (226 homes i 200 dones) i 36 estaven aturades (16 homes i 20 dones). De les 144 persones inactives 50 estaven jubilades, 65 estaven estudiant i 29 estaven classificades com a «altres inactius».

### Ingressos
El 2009 a Héry-sur-Alby hi havia 304 unitats fiscals que integraven 918,5 persones, la mediana anual d'ingressos fiscals per persona era de 21.270 €.

### Activitats econòmiques
Dels 31 establiments que hi havia el 2007, 4 eren d'empreses de fabricació d'altres productes industrials, 5 d'empreses de construcció, 2 d'empreses de comerç i reparació d'automòbils, 3 d'empreses d'hostatgeria i restauració, 1 d'una empresa d'informació i comunicació, 2 d'empreses immobiliàries, 12 d'empreses de serveis, 1 d'una entitat de l'administració pública i 1 d'una empresa classificada com a «altres activitats de serveis».
Dels 7 establiments de servei als particulars que hi havia el 2009, 1 era un taller de reparació d'automòbils i de material agrícola, 1 paleta, 1 guixaire pintor, 2 fusteries, 1 electricista i 1 restaurant.
L'any 2000 a Héry-sur-Alby hi havia 15 explotacions agrícoles que ocupaven un total de 612 hectàrees.

## Equipaments sanitaris i escolars
El 2009 hi havia una escola elemental.

## Poblacions més properes
El següent diagrama mostra les poblacions més properes.